# حياة إميل زولا (فلم)
حياة إميل زولا (بالإنجليزية: The Life of Emile Zola) هو فيلم دراما أمريكي تم إنتاجه في الولايات المتحدة وصدر في سنة 1937، عن المؤلف الفرنسي إميل زولا في القرن التاسع عشر، وقام ببطولته بول ميوني وإخراج ويليام ديترل، وهو مهاجر ألماني. ومن أشهر الأفلام السيرة الذاتية التي فازت بجائزة الأوسكار لأفضل فيلم. تم عرضه لأول مرة في مسرح لوس أنجلوس كارثاي سيركل بنجاح كبير ومالي. صنفته المراجعات المعاصرة كأفضل فيلم عن السيرة الذاتية حتى ذلك الوقت. في عام 2000 ، تم اختياره للمحافظة عليه في سجل الأفلام الوطني بالولايات المتحدة بواسطة مكتبة الكونغرس باعتباره «ذا أهمية ثقافية أو تاريخية أو جمالية».

## بطولة
- بول ميوني

### ترشيحات وجوائز
| السنة | الحدث  | الفئة     | النتيجة  |
| ----- | ------ | --------- | -------- |
| 1934  | أوسكار | أفضل فيلم | فـــــوز |

## وصلات خارجية
- مقالات تستعمل روابط فنية بلا صلة مع ويكي بيانات

1. ↑  "معلومات عن حياة إميل زولا (فيلم) على موقع netflix.com". netflix.com. مؤرشف من الأصل في 2020-04-14.
2. ↑  "معلومات عن حياة إميل زولا (فيلم) على موقع dfi.dk". dfi.dk. مؤرشف من الأصل في 2019-04-20.
3. ↑  "معلومات عن حياة إميل زولا (فيلم) على موقع elonet.finna.fi". elonet.finna.fi. مؤرشف من الأصل في 2019-12-05.